# Холиша
Холиша (слч. Holiša) насељено је мјесто са административним статусом сеоске општине (слч. obec) у округу Лучењец, у Банскобистричком крају, Словачка Република.

## Становништво
| Година:    | 1994. | 2004.    | 2014.   | 2024.   |
| ---------- | ----- | -------- | ------- | ------- |
| Број људи: | 514   | 626      | 672     | 671     |
| Разлика:   |       | +21,78 % | +7,34 % | -0,14 % |

| Година:    | 2023. | 2024.   |
| ---------- | ----- | ------- |
| Број људи: | 649   | 671     |
| Разлика:   |       | +3,38 % |

Према подацима о броју становника из 2011. године насеље је имало 683 становника.